# 秋田県立横手高等学校
秋田県立横手高等学校（あきたけんりつ よこてこうとうがっこう,英: Akita Prefectural Yokote High School）は、秋田県横手市睦成にある県立高等学校。略称は「横高（おうこう）」。

## 概要
横手高等学校は、1898年に開校した旧制中学校（第三尋常中学校）を前身とし、第三中学校を経て、1948年の学制改革により新制高等学校が発足した際には横手美入野（みいりの）高等学校となり、1955年に現在の横手高等学校の名称となった。
校舎の老朽化に対応するため、2020年10月より新校舎の整備に着工し、2022年5月にグラウンドだった位置に管理校舎棟が竣工、同年10月より既存校舎の撤去に着工した。新校舎整備の竣工は2028年の予定。

## 沿革

### 略歴
1891年に中学校令の一部が改正され、尋常中学校の設置条件が緩和された。これまでは一府県一校設置の原則であったが、土地の状況により複数の尋常中学校の設置が許可された。当時、県内には秋田縣第一尋常中學校（現・秋田県立秋田高等学校）の一校が設置されていた。1897年7月、秋田県教育会にて伊藤源之助（平鹿郡教育会）が尋常中学校2校の増設を建議した。同年8月には秋田県教育会より建議書が提出され、翌月の臨時県会にて採択された。
1897年11月の通常県会にて、大館（県北）・横手（県南）の尋常高等小学校の設置が審議されたが、候補地として横手町のほかに六郷町や大曲町が挙げられた。最終的に、仙北・平鹿郡の境目付近にある平鹿郡朝倉村（1933年横手町へ編入）に決定した。
1898年に文部省に認可され、「秋田縣第三尋常中學校」として開校した後、翌年である1899年4月1日に「秋田縣第三中學校」と改称。開校式は1899年5月16日に挙行されており、この日が開校記念日として定められている。また、同時に秋田縣第二尋常中學校（現・秋田県立大館鳳鳴高等学校）が開校している。
開校後、1901年7月23日に「秋田縣立横手中學校」と改称した。
戦後である1947年に学校教育法が施行され、旧制中学校に代わる新制高等学校が発足、秋田縣立横手中學校は「秋田県立横手美入野高等学校」と改称した。当時の横手市内では、横手美入野の他に横手城南と横手工業（後の横手清陵学院高等学校）が新制高等学校として発足した。
1951年4月1日に男女共学化。1955年には「秋田県立横手高等学校」と現校名に改めた。

### 年表
以下、注釈の無い項目は学校の公式サイトの情報によるもの。
（全日制）
- 1898年3月21日 - 「秋田縣第三尋常中學校」として創立。同年11月に校舎竣工[7]。
- 1899年
  - 4月1日 - 「秋田縣第三中學校」と改称。
  - 5月16日 - 開校式を挙行。
- 1901年7月23日 - 「秋田県立横手中學校」と改称。
- 1903年7月 - 「校友会雑誌」第1号発刊。（現在の校誌「美入野」の前身）
- 1906年4月8日 - 火災のため本館全焼、寄宿舎に仮教室を設け授業開始。
- 1907年12月 - 新校舎が竣工。
- 1925年4月 - 開校25周年を記念し、校歌（作詞：土井晩翠、作曲：小松耕輔）制定。
- 1928年10月12日 - 校旗樹立式を挙行[10]。
- 1931年1月17日 - 生徒の放火により寄宿舎全焼[10]。
- 1948年4月1日 - 学制改革により、「秋田県立横手美入野高等学校」へ改称。
- 1951年4月1日 - 男女共学化。
- 1953年4月5日 - 商業科を設置。
- 1955年5月27日 - 「秋田県立横手高等学校」と改称。
- 1956年5月16日 - 体育館が竣工。
- 1960年7月30日 - 横手市の寄付により弓道場を新築。
- 1962年2月17日 - 合宿所（青雲寮）が竣工。
- 1965年4月1日 - 商業科を普通科に変更。
- 1968年4月1日 - 理数科を設置。
- 1971年12月13日 - 新校舎が竣工。
- 1976年3月31日 - 弓道場を移転。
- 1977年6月10日 - 第二体育館が竣工。
- 1978年1月20日 - セミナーハウス（青雲寮）が竣工。

（定時制）

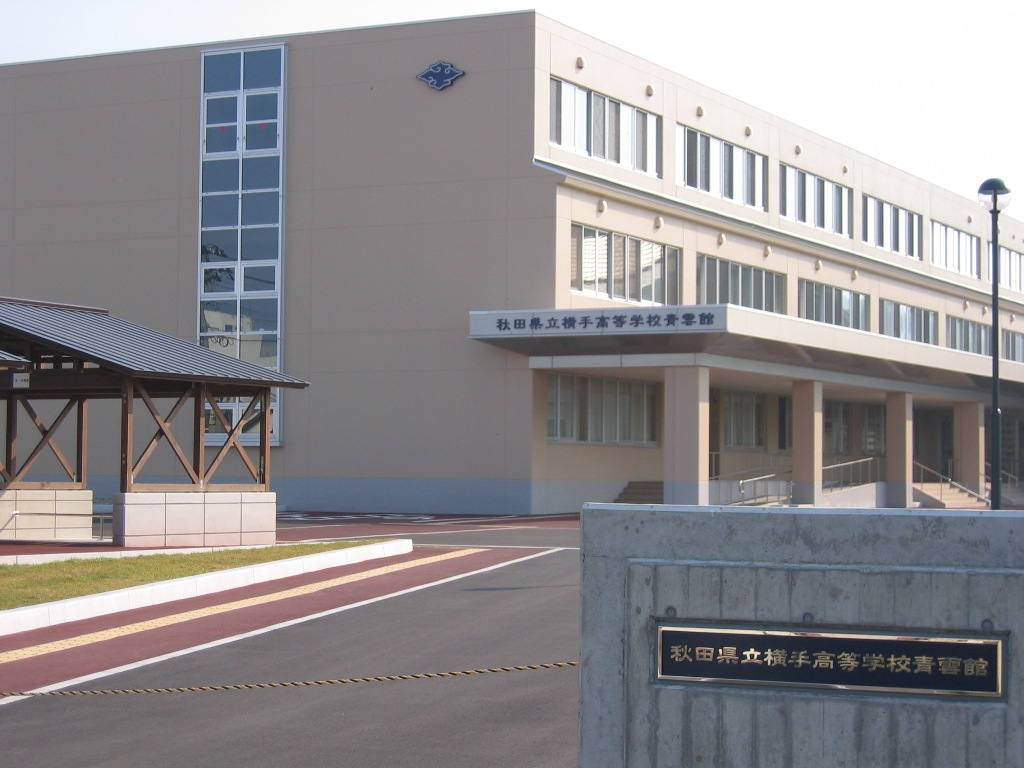
青雲館

- 2006年4月1日 - 横手工業高等学校閉校により、定時制課程を本校へ移管。
- 2008年2月28日 - 旧横手工業高等学校跡地に、秋田県立横手高等学校定時制課程「青雲館」として校舎落成。（同敷地内に秋田県立衛生看護学院も校舎新築移転）

## 教育課程
(全日制)
- 普通・理数科（1年生全員・7クラス、学年制）
- 普通科（2年生から5クラス、更に文型・理型の2コースに分かれる）
- 理数科（2年生から1クラス）

(定時制)
- 普通科（単位制）

## 部活動
（2023年度時点。）
- 運動部
  - 男子バスケット部、女子バスケット部、陸上競技部、卓球部、フェンシング部、サッカー部、男子ソフトテニス部、女子ソフトテニス部、硬式テニス部、柔道部、剣道部、バレーボール部、ハンドボール部、山岳部、水泳部、弓道部、硬式野球部
- 文化部
  - 吹奏楽部、写真部、美術部、放送部、あをくも編集部、文芸部、演劇部、書道部、音楽部、生物研究部、天文部、理工部、化学部、将棋部、茶道部、囲碁部
- 同好会
  - JRC、映画研究、競技かるた

## ギャラリー
- 校章
- 美入野記念館
- 石垣と桜
- 裏山

## 著名な関係者

### 卒業生
戦前
- 工藤祐舜 - 植物分類学の泰斗。北海道帝大助教授・台北帝大教授（増田町出身）
- 佐貫亦男 - 元東京大学教授・航空宇宙評論家・元日本風力エネルギー協会会長・工学博士（横手市出身）
- 本間光夫 - 元慶應義塾大学医学部名誉教授・元JT医薬基礎研究所所長
- 富木謙治 - 元早稲田大学教授・武道家（合気道・柔道師範・日本合気道協会創設者）（仙北市（旧角館町）出身）
- 福岡易之助 - 白水社創立者（横手市（旧雄物川町）出身）
- 佐藤章 - 民間飛行家、第1回東京-大阪懸賞郵便飛行大会優勝（仙北郡美郷町（旧仙南村）出身）
- 月輪賢隆 - チベット仏教・西域仏教の文献学的研究（仙北郡美郷町（旧仙南村）出身）
- 佐々木喜久治 - 元秋田県知事・元自治省消防庁長官（鹿角郡小坂町出身）
- 笹山茂太郎 - 元衆議院議員・元農林水産省事務次官（横手市出身）
- 川俣健二郎 - 元衆議院議員（湯沢市（旧稲川町）出身）
- 細谷昭雄 - 元衆議院議員・全国出稼組合連合会会長（大仙市（旧神岡町）出身）
- むのたけじ - ジャーナリスト・評論家（仙北郡美郷町（旧六郷町）出身）
- 平田冨太郎 - 元中央労働委員会委員長、早稲田大学元政経学部長、名誉教授、日本社会事業大学元学長：勲一等瑞宝章受章（横手市出身）
- 佐々木宗一郎 - 洋画家（横手市出身）
- 西村祥治 - 大日本帝国海軍中将、レイテ沖海戦第一遊撃部隊第三部隊（通称・西村艦隊）・第二戦隊司令官 / 旧制秋田中学（現秋田高）から転入（男鹿市出身）
- 畑福俊英 - 元プロ野球選手

戦後
- 寺田典城 - 参議院議員・前秋田県知事（大仙市（旧大曲市）出身）
- 千田謙蔵 - 元横手市長・東大ポポロ事件の当事者（横手市出身）
- 柴田正敏 - 第73代全国都道府県議会議長会会長・第68代秋田県議会議長・秋田県議会議員・元雄物川町議会議員（旧雄物川町出身）
- 御法川信英 - 衆議院議員・元財務副大臣（大仙市（旧大曲市）出身）
- 寺田学 - 衆議院議員・元内閣総理大臣補佐官（横手市出身）
- 笹山晴生 - 東京大学名誉教授・元学習院大学教授・歴史学者（横手市出身）
- 西村幸次郎 - 一橋大学名誉教授・元早稲田大学教授・法学者（湯沢市（旧雄勝郡）出身）
- 井関健 - 北海道大学教授（薬学研究院・生命科学院臨床薬剤学研究室）・北海道大学病院薬剤部長
- 三浦哲 - 東北大学大学院准教授（大学院研究科・地震噴火予知研究観測センター）
- 土田武史 - 早稲田大学教授・元中央社会保険医療協議会会長・商学博士
- 佐藤克廣 - 北海学園大学法学部教授
- 上田準二 - 元株式会社ファミリーマート代表取締役社長（横手市（旧大森町）出身）
- 本郷元 - 元仙台地方裁判所長（大仙市（旧大曲市）出身）
- 渡辺良平 - 地方シンクタンク協議会代表幹事
- 佐藤登 - サムスンSDI常務取締役・前株式会社本田技術研究所主任研究員・工学博士（横手市（旧十文字町）出身）
- 島森路子 -広告批評編集長・エッセイスト（横手市出身）
- 柿崎明二（76期） - 菅義偉内閣首相補佐官（横手市平鹿町醍醐出身）
- 泉谷閑示 - 医学者（十文字町出身）
- 齋藤隆夫 - 元北都銀行頭取
- 豊島ミホ - 小説家（湯沢市（旧雄勝町）出身）
- 佐々木桂 - 詩人・エッセイスト（東成瀬村出身）
- 佐々木久実 -　日本画家（仙北郡美郷町（旧六郷町）出身）
- 皆川嘉博 - 彫刻家、秋田公立美術大学教員
- 大坂昌彦 - ジャズミュージシャン・専門誌「スイングジャーナル」の読者投票で1995年からドラム部門連続1位（横手市（旧平鹿町）出身）
- 三井マリ子 - 北欧社会研究家（横手市出身）
- 佐藤淳 - NHKアナウンサー（大仙市（旧西仙北町）出身）
- 竹林宏 - NHKアナウンサー（横手市（旧十文字町）出身）
- 佐藤誠太 - NHKアナウンサー（横手市（旧十文字町）出身）
- 長岡杏子 - TBSアナウンサー（横手市出身）
- 加藤多佳子 - フリーアナウンサー
- 煙山力 - 元東京都文京区長（美郷町（旧千畑町）出身）
- 石田航星 - 早稲田大学准教授、建築生産学者

秋田県内首長
- 五十嵐忠悦 - 横手市長
- 老松博行 - 大仙市長
- 松田知己 - 美郷町長（旧仙南村長）
- 佐々木哲男 - 東成瀬村村長

### 教職員
- 石坂洋次郎 - 小説家（国語科教諭・1929～1938・青森県弘前市出身）
- 太田達人- 第5代校長（岩手県盛岡市出身）
- 小西正太郎 - 画家（六郷町出身）
- 加藤富夫 - 作家（湯沢市出身）